# Leonard Woolf
Leonard Sidney Woolf (25. listopadu 1880, Kensington, Anglie, Velká Británie – 14. srpna 1969, Rodmell, Sussex) byl anglický politický teoretik, spisovatel, nakladatel a pracovník koloniální správy, manžel spisovatelky Virginie Woolfové.

## Život
Woolf se narodil v Londýně jako třetí z deseti dětí v židovské rodině. Jeho rodiči byli advokát Solomon Rees Sydney a Marie (de Jongh) Woolfová. Když jeho otec v roce 1892 zemřel, byl Woolf poslán do internátní školy Arlington House School poblíž Brightonu. Mezi léty 1894 a 1899 navštěvoval St Paul's School v Londýně a v roce 1899 získal stipendium na Trinity College v Cambridgi, kde se stal členem studentské společnosti „Cambridge Apostles“. Mezi její další členy patřili Lytton Strachey, Clive Bell, John Maynard Keynes, G. E. Moore, E. M. Forster a Bertrand Russell. Toby Stephen, bratr Virginie Stephenové (později Woolfové) s členy spolku přátelil, ačkoli sám členem nebyl. Woolf získal svůj bakalářský titul v roce 1902, ale zůstal na univerzitě ještě rok, aby se připravil na zkoušku pro státní zaměstnance.
V říjnu roku 1904 se Woolf stal kadetem britské ceylonské státní správy Ceylon Civil Service ve městě Jápané (anglicky Jaffna) a v srpnu 1908 byl jmenován asistentem v Jižní provincii, kde spravoval oblast Hambantota. Do Anglie se vrátil v květnu 1911 na roční dovolenou. Místo návratu na ostrov ale na začátku roku 1912 rezignoval a tentýž rok se oženil s Adeline Virginií Stephen (později známou jako Virginia Woolfová). Dvojice hrála důležitou roli ve skupině Bloomsbury Group, do které patřilo mnoho bývalých Leonardových spolužáků a členů Cambridge Apostles.
Po svatbě se Woolf začal věnovat psaní a v roce 1913 vydal svůj první román, The Village in the Jungle („Vesnice v džungli“), založený na jeho vzpomínkách z koloniální služby. Zhruba každé dva roky potom následovala nová kniha. Když byla v roce 1916 v průběhu první světové války vyhlášena branná povinnost, byl Woolf uznán neschopným vojenské služby ze zdravotních důvodů a začal se věnovat politice a sociologii. Stal se členem Labour Party a Fabiánské společnosti a pravidelným přispivatelem levicového politického časopisu New Statesman. V roce 1916 napsal dílo International Goverment („Mezinárodní vláda“), kde navrhuje vytvoření mezinárodní agentury pro prosazování světového míru.
Když jeho žena začala trpět psychickou poruchou, věnoval Woolf většinu svého času péči o ni (sám také trpěl zřejmě buď depresemi nebo psychickou poruchou). V roce 1917 koupili manželé Woolfovi malý ruční knihařský tisk, který se stal základem jejich slavného nakladatelství Hogarth Press. Jejich prvním tiskem byl ručně vytištěný a svázaný pamflet. Během deseti let se Hogarth Press stal plnohodnotným nakladatelstvím s velice vybraným seznamem publikovaných autorů. Woolf nakladatelství vedl až do své smrti. Psychické problémy jeho ženy ale pokračovaly a vyústily v roce [1941] sebevraždou. Po její smrti se Leonard Woolf zamiloval do vdané umělkyně Trekkie Parsonsové a měl s ní dlouholetý vztah.
V roce 1919 se Woolf stal redaktorem časopisu International Review a také redigoval mezinárodní sekci v časopisu Contemporary Review. Byl literárním redaktorem časopisu Nation Athenaeum (1923–1930), jedním z redaktorů časopisu The Political Quarterly (1931–1959) a také na čas sloužil jako tajemník poradních komisí Labour Party o mezinárodních a koloniálních otázkách.
V roce 1960 Woolf znovu navštívil Srí Lanku a byl překvapený vřelým přijetím i faktem, že si na něj na ostrově stále ještě pamatovali, jak píše E.F.C. Ludowyk ve své předmluvě k Woolfově knize The Village in the Jungle. Woolf zemřel 14. srpna 1969 a jeho popel byl po kremaci rozptýlen na pozemcích Monk’s House v Rodmellu, hrabství Sussex, který koupili společně s Virginií v roce 1919 a kde Woolf žil až do své smrti. Jeho písemnosti vlastní University of Sussex.

## Dílo
- The Village in the Jungle – 1913
- The Wise Virgins – 1914 (Znovu vydáno v roce 2003 nakladatelstvím Persephone Books)
- International Government – 1916
- The Future of Constantinople – 1917
- Cooperation and the Future of Industry – 1918
- Economic Imperialism – 1920
- Empire and Commerce in Africa – 1920
- Socialism and Co-operation – 1921
- Fear and Politics – 1925
- Essays on Literature, History, Politics – 1927
- Hunting the Highbrow – 1927
- Imperialism and Civilization – 1928
- After the Deluge (Principia Politica), 3 díly. – 1931, 1939, 1953
- Quack! Quack! – 1935
- Barbarians At The Gate – 1939
- The War for Peace – 1940
- A Calendar of Consolation – výběr Leonarda Woolfa, 1967

## Autobiografie
- WOOLF, Leonard. Sowing: an autobiography of the years, 1880–1904. London: Hogarth Press, 1960.
- WOOLF, Leonard. Growing: an autobiography of the years 1904-1911. 1st American. vyd. New York: Harcourt, Brace & World, 1961.
- WOOLF, Leonard. Diaries in Ceylon, 1908–1911, and Stories from the East: records of a colonial administrator. London: Hogarth Press, 1963.
- WOOLF, Leonard. Beginning again: an autobiography of the years 1911–1918. London: Hogarth Press, 1964. ISBN 9780701202507.
- WOOLF, Leonard. Downhill all the way: an autobiography of the years 1919–1939. 1st American. vyd. New York: Harcourt, Brace & World, 1967.
- WOOLF, Leonard. The journey not the arrival matters: an autobiography of the years 1939–1969. London: Hogarth Press, 1969. Dostupné online. ISBN 9780701203269.